# Doppelposten
Doppelposten war früher eine Schildwache in der Stärke von zwei Mann, die zur Sicherung von einer Feldwache oder zu Ehren einer fürstlichen Person oder eines höheren Offiziers (Ehrenposten) aufgestellt war.
Der Doppelposten wurde wie der einfache Posten gewöhnlich nach zwei Stunden abgelöst und hatte dann vier Stunden Ruhe. Jeder Doppelposten bestand somit aus drei Ablösungen (Nummern) oder sechs Mann. Die Entfernung der Doppelposten von der Feldwache sollte für gewöhnlich nicht über 400 m betragen. Die beiden ruhenden Ablösungen befanden sich meist am Gelände der Feldwache selbst, und der Posten war dann ein gewöhnlicher Doppelposten. Stand dieser an einem besonders gefährdeten oder wichtigen Punkt, so blieben die beiden ruhenden Posten auch während der Ruhe bei dem Posten, der dann einen Unteroffizier als besonderen Kommandeur erhielt und Unteroffizierposten genannt wurde.
Ein Unteroffizierposten mit besonderer Bestimmung ist der Durchlassposten. Unteroffiziersposten  wurden auch ohne Unterordnung unter eine Feldwache aufgestellt (selbständiger Unteroffiziersposten), bei besonderer Wichtigkeit von Offizieren befehligt und Offiziersposten genannt. Schließlich traten dann einige Mannschaften für den Patrouillendienst hinzu, so dass ein selbständiger Unteroffizierposten aus einem Unteroffizier und zehn oder zwölf Mann bestand. 